# Tepuia speciosa
Tepuia speciosa är en ljungväxtart som beskrevs av A. C. Smith. Tepuia speciosa ingår i släktet Tepuia och familjen ljungväxter. Inga underarter finns listade i Catalogue of Life.